# Александер, Дю Пре, 2-й граф Каледон
Дю Пре Александер, 2-й граф Каледон (англ. Du Pré Alexander, 2nd Earl of Caledon; 14 декабря 1777 — 8 апреля 1839) — ирландский пэр, землевладелец и колониальный администратор. Он был известен как Достопочтенный Дю Пре Александер с 1790 по 1800 год и виконт Александер с 1800 по 1802 год.

## Происхождение и образование
Родился 14 декабря 1777 года. Единственный сын Джеймса Александера, 1-го графа Каледона (1730—1802), и Энн Кроуфорд (? — 1777), дочери Джеймса Кроуфорда и Мейбл Джонсон. Он получил образование в Итонском колледже и в колледже Крайст-черч в Оксфорде.

## Карьера
Дю Пре Александер заседал в Ирландской палате общин от Ньютаунардса с 1800 по 1801 год, когда был принята Акт об унии. В 1801 году он был назначен главным шерифом графства Арма.
22 марта 1802 года после смерти своего отца Дю Пре Александер унаследовал титулы 2-го графа Каледона из Каледона (графство Тирон), 2-го виконта Каледона из Каледона (графство Тирон) и 2-го барона Каледона из Каледона (графство Тирон).
С 1804 по 1839 год — один из ирландских пэров-представителей в Палате лордов Великобритании.
Прапорщик Королевского ополчения графства Тирон с мая 1793 года, а в июне 1799 году он был произведен из капитана в майоры. В августе 1804 года ему был присвоено звание полковника. Пока он отсутствовал в Южной Африке в 1806—1810 годах, большая часть его зарплаты в качестве полковника полка была посвящена поддержке полкового оркестра, который развлекал публику в Дублине.
В мае 1807 года Дю Пре Александер был назначен губернатором Капской колонии на территории нынешней Южной Африки (ЮАР). Река Каледон и город Каледон в Западно-Капской провинции были названы в его честь. Лорд Каледон был первым гражданским губернатором после отвоевания мыса Доброй Надежды у голландцев генералом сэром Дэвидом Бэрдом в 1806 году. Из-а непростых отношений между гражданским губернатором Лордом Каледоном и главнокомандующим генералом Генри Греем первый подал в отставку в июне 1811 года.
20 августа 1821 года лорд Каледон стал кавалером Ордена Святого Патрика. С 1831 по 1839 год он занимал должность лорда-лейтенанта графства Тирон.

## Личная жизнь
16 октября 1811 года в церкви Сент-Джеймс в Вестминстере лорд Каледон женился на леди Кэтрин Фриман Йорк (14 апреля 1786 — 8 июля 1863), второй дочери Филиппа Йорка, 3-го графа Хардвика (1757—1834), и леди Элизабет Линдси (1763—1858). У супругов родился один сын:
- Джеймс Дю Пре Александер, 3-й граф Каледон (27 июля 1812 — 30 июня 1855)[1].

Благодаря этому браку семья графов Каледон фактические унаследовал Тайттенхангер-хаус недалеко от Сент-Олбанса, графство Хартфордшир, который принадлежал бабке 3-го графа Хардвика, Кэтрин Фриман, сестре и наследнице сэра Генри Поупа Блаунта, 3-го баронета. Сэр Генри умер в 1757 году, не оставив потомства, оставив наследником свою сестру Кэтрин, жену преподобного Уильяма Фримена. У нее осталась единственная дочь Кэтрин, которая вышла замуж за Чарльза Йорка, второго сына Филипа Йорка, 1-го графа Хардвика, чей сын Филипп, 3-й граф Хардвик, после своей смерти в 1834 году оставил четырех дочерей, вторая из которых, Кэтрин, жена 2-го графа Каледона.
Лорд Каледон скончался 8 апреля 1839 года в Каледон-хаусе в возрасте 61 года, очень оплакиваемый своими арендаторами в образцовом городе Каледон, который он так сочувственно перестроил и расширил.